# Saint-Christophe (Charente)
Saint-Christophe ist eine französische Gemeinde mit 323 Einwohnern (Stand: 1. Januar 2022) im Département Charente in der Region Nouvelle-Aquitaine (vor 2016 Poitou-Charentes); sie gehört zum Arrondissement Confolens und zum Kanton Charente-Vienne. Die Einwohner werden Saint-Christophoriens genannt.

## Geographie
Saint-Christophe liegt etwa 55 Kilometer nordöstlich von Angoulême und wird umgeben von den Nachbargemeinden Val d’Issoire im Norden, Nouic im Nordosten, Montrollet im Osten, Brigueuil im Süden, Saulgond im Südwesten sowie Lesterps im Westen. Das Gemeindegebiet wird vom Fluss Marchadaine durchquert.

## Bevölkerungsentwicklung
| Jahr                       | 1962 | 1968 | 1975 | 1982 | 1990 | 1999 | 2006 | 2019 |
| Einwohner                  | 628  | 480  | 414  | 381  | 339  | 315  | 319  | 317  |
| Quellen: Cassini und INSEE |      |      |      |      |      |      |      |      |

## Sehenswürdigkeiten
- Kirche Saint-Christophe aus dem 12. Jahrhundert, Monument historique

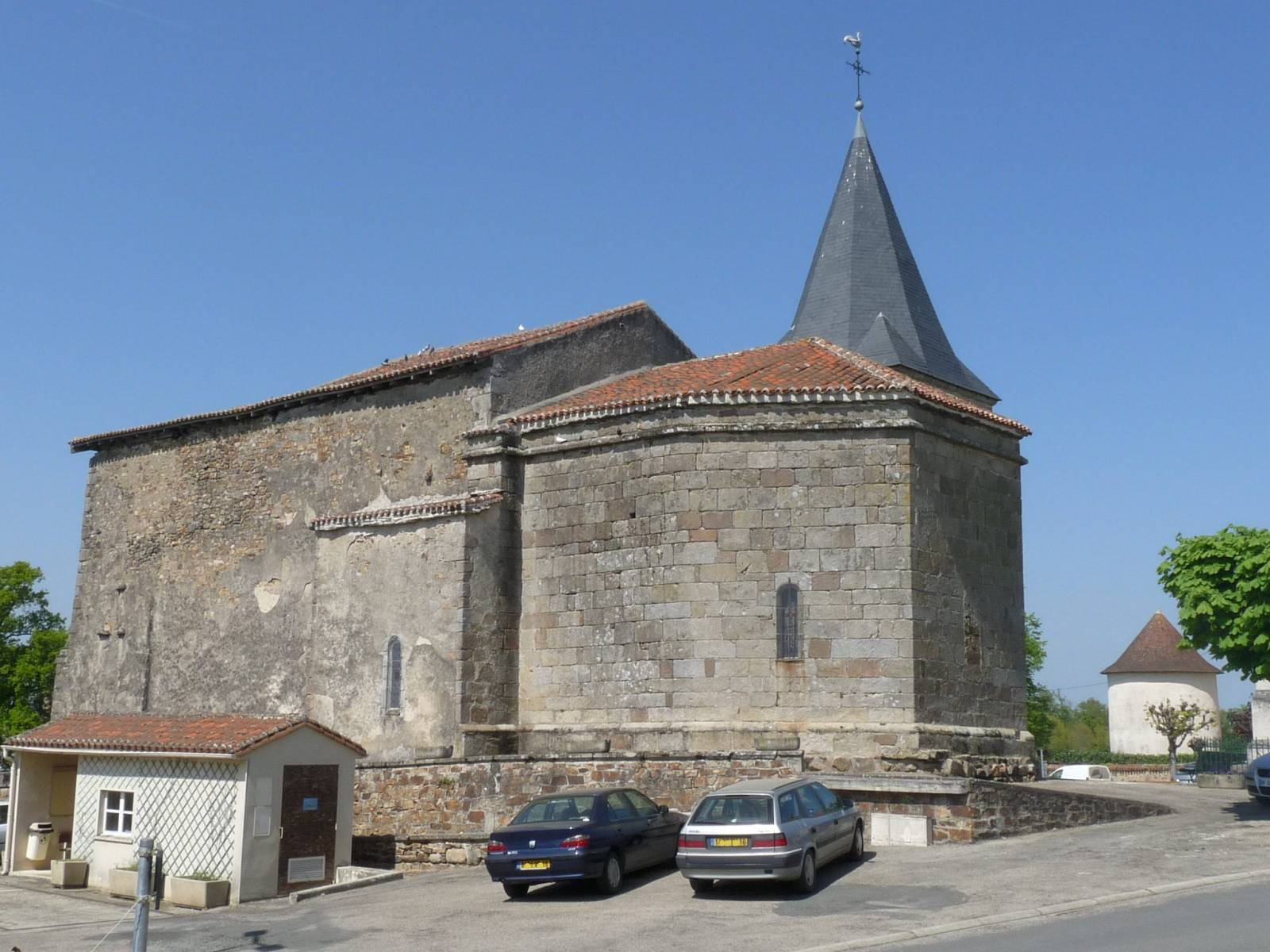
Kirche Saint-Christophe